# John L. Horn
John L. Horn (1928–2006) fue un becario, psicólogo cognitivo y un pionero en el desarrollo de teorías de inteligencia múltiple. El Dr. Horn, junto con Raymond Cattell, desarrolló la teoría cristalizada y fluida de inteligencia. Esta teoría se combinó posteriormente con el trabajo de John Carroll y se llamó la teoría Cattell–Horn–Carroll. La teoría CHC es la base de numerosos tests IQ modernos.

## Biografía

### Primeros años
John L. Horn nació en 1928.

### Carrera
Comenzó su carrera como profesor de Psicología Educativa en la Universidad de California, Berkeley en 1967. Fue profesor adjunto de Psicología en la Universidad de Denver de 1970 a 1986. Entretanto, también fue Socio de Investigación en el Instituto de Psiquiatría de la Universidad de Londres en Inglaterra en 1972 y Socio de Investigación en Psiquiatría Clínica en el Hospital Universitario de Lund, Suecia en 1982. Después ejerció como profesor de Psicología y Jefe en el Desarrollo en Adultos y Envejecimiento en la Universidad del Sur de California de 1986 a 2006. 
Recibió numerosos premios, en los que se incluye: Premio de Desarrollo de Carrera en Investigación, de los Institutos Nacionales de Salud (1968–1972); Premio Anual a Publicaciones Ilustres en Psicología Multivariada(SMEP) (1972); Premio por Logros de toda una vida, SMEP (1992). Horn fue también presidente de la Asociación Nacional para el Progreso de las Personas de Color  de la Unión Estadounidense por las Libertades Civiles.

### Fallecimiento
Horn falleció en el año 2006.